# Stephen Sherbourne
Stephen Ashley Sherbourne (né le 15 octobre 1945) est un homme politique conservateur britannique.

## Biographie
Il est né à Manchester et étudie la philosophie, la politique et l'économie (PPE ) à St Edmund Hall, à Oxford.
Il est connu pour son intérêt pour la démocratie libérale et le marché libre. Il est secrétaire politique du premier ministre Margaret Thatcher et chef de cabinet du chef conservateur Michael Howard . Il est administrateur non exécutif de Smithfields Consultants.
Fait chevalier en 2006 après avoir été précédemment nommé Commandeur de l'Ordre de l'Empire britannique (CBE) dans les honneurs du Nouvel An 1988, il est créé pair à vie le 12 septembre 2013 en prenant le titre de baron Sherbourne de Didsbury, de Didsbury dans la ville de Manchester.